# Stan Collymore
Stanley Victor "Stan" Collymore (Stone, Inglaterra, 22 de enero de 1971) es un exfutbolista inglés que se desempeñaba como delantero. Aunque desarrolló casi toda su carrera como deportista profesional en su país, se retiró en España. Fue internacional con la selección de fútbol de Inglaterra.

## Trayectoria deportiva
Formado en las canteras de los clubes Cannock Peelers, Penkridge Juniors, Walsall y Wolverhampton, comenzó a destacarse como futbolista en el Stafford Rangers FC de la Conference Premier. Gracias a ello en 1991 fue reclutado por el Crystal Palace FC, equipo que a la sazón militaba en la Football League First Division. 
En noviembre de 1992 se unió al Southend United, otro club de la Football League First Division (categoría que, ese año, se había convertido en la segunda división profesional del fútbol inglés). Allí se convertiría en una pieza fundamental del equipo, por lo que al año siguiente fue fichado por el Nottingham Forest. Collymore volvió a destacarse, ayudando a su club a ganar la promoción a la Premier League.
En el verano de 1995 fue transferido al Liverpool, que venció en una disputa por su pase al Everton y al Newcastle United. Aunque su actuación en el club fue consistente ya que anotó 28 goles en 64 partidos, el hecho de formar parte de los "Spice Boys" -un grupo de jugadores del plantel fuertemente criticados por la prensa por su falta de profesionalismo fuera de las canchas- hizo que, sobre el final de su segundo año en el Liverpool, fuese sustituido por el juvenil Michael Owen.
Collymore se incorporó al Aston Villa en 1997, club del cual era seguidor. Jugó 46 partidos en sus dos años allí, perdiéndose varios encuentros debido a una serie de lesiones y a problemas disciplinarios. Por ese motivo, durante el último año de su contrato con el Aston Villa, optó por cederlo a préstamo al Fulham. Luego de tres meses en ese club, el delantero fue apartado del plantel y su antiguo club decidió acabar el vínculo entre ambos.
En febrero de 2000 se unió al Leicester City, donde -pese a las sanciones disciplinarias que sufrió- experimentó una recuperación de su nivel futbolístico. Sin embargo en octubre de ese mismo año decidió dejar el club, disconforme con el papel que le había asignado el nuevo entrenador Peter Taylor. Se sumó así al Bradford City junto con otros jugadores de amplia trayectoria como el italiano Benito Carbone y el rumano Dan Petrescu, los cuales terminarían dejando a ese equipo en enero de 2001 a causa de los problemas financieros que atravesaba.
Aunque Collymore había recibido ofertas para jugar en Grecia y en Francia a lo largo de su carrera como profesional, no fue sino hasta febrero de 2001 que dejó su país para actuar en un equipo extranjero al ser contratado por el Real Oviedo a pedido del entrenador Radomir Antić. De todos modos en el club asturiano solamente jugaría 3 partidos. Luego de ello regresó a su país y anunció su retiro definitivo como futbolista profesional.
En noviembre de 2021 retornó al Southend United FC en el papel de asesor del club en asuntos de fútbol profesional.

### Clubes
| Club                 | País       | Año         |
| -------------------- | ---------- | ----------- |
| Stafford Rangers FC  | Inglaterra | 1989 - 1990 |
| Crystal Palace FC    | Inglaterra | 1991 - 1992 |
| Southend United FC   | Inglaterra | 1992 - 1993 |
| Nottingham Forest FC | Inglaterra | 1993 - 1995 |
| Liverpool FC         | Inglaterra | 1995 - 1997 |
| Aston Villa FC       | Inglaterra | 1997 - 1999 |
| Fulham FC            | Inglaterra | 1999        |
| Leicester City FC    | Inglaterra | 2000        |
| Bradford City        | Inglaterra | 2000 - 2001 |
| Real Oviedo          | España     | 2001        |

### Selección nacional
Collymore fue convocado para jugar con la selección nacional de fútbol de Inglaterra en la Copa Umbro de 1995. Posteriormente volvería a actuar con el equipo nacional en 1997 en un partido ante Moldavia por la clasificación de UEFA para la Copa Mundial de Fútbol de 1998.

## Trayectoria en los medios masivos de comunicación
En 2004 publicó su autobiografía Stan: Tackling my demons, coescrita con el periodista Oliver Holt. Allí cuenta anécdotas sobre su vida personal pero también menciona sus problemas de salud mental relacionados con la depresión y el trastorno límite de la personalidad.
Hizo su debut como actor en la película Basic Instinct 2, estrenada en 2006.
Trabajó como comentarista deportivo en las radios BBC Radio 5 Live y Talksport, y en el canal de televisión BT Sports, de donde fue despedido en 2015 por iniciar una campaña para boicotear al Rangers Football Club debido a la pasividad que la institución mostraba ante la entonación de la polémica canción Billy Boys por parte de los aficionados.